# Утманн, Барбара

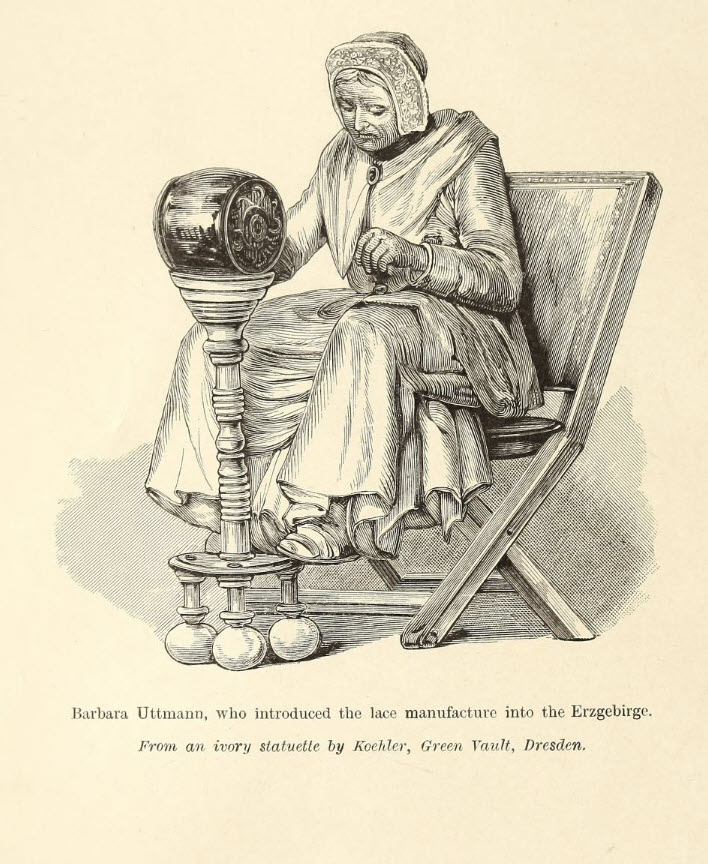

Барбара Утманн (1512, Аннаберг-Буххольц — 1575, Аннаберг-Буххольц, Uttmann, ранее иногда Uttmann) — известная сторонница кружевоплетения на коклюшках (вероятно, неверно считающаяся одной из наибольших сторонниц этого ремесла, как объяснил Рейнхарт Унгер в своей работе Barbara Uthmann und ihre Zeit) и успешная предпринимательница Рудных гор.

## Жизнь
Утманн была дочерью Генриха фон Эльтерляйна и сначала успешно продолжила дело своего покойного мужа Кристофа Утманна, но потерпела неудачу из-за интриг своих конкурентов. Таким образом, она была вынуждена искать другую сферу деятельности. Исторически невозможно доказать, что она действительно производила кружево на коклюшках в масштабах мануфактурного производства, но можно доказать, что она активно занималась производством тесьмы. Иногда она нанимала 900 мастериц. После своей смерти она оставила после себя крупное производство и до сих пор считается одной из выдающихся личностей Рудных гор.

## Памятники Барбаре Утманн
В 1885 году дрезденский скульптор профессор Эдуард Роберт Хенце отлил бронзовую фигуру Усман для города Аннаберг. Этот памятник был признанием Барбары Утманн как зачинщицы второго промышленного бума (после добычи серебра) в истории Рудных гор. Во второй половине 1930-х годов во время игры на краю фонтана Барбары Утманн погиб ребёнок, и воду из бассейна удалили. Его засыпали землей и потом засадили.
Во время Второй мировой войны бронзовая фигура была переплавлена для производства вооружения (30 июля 1942 года).
12 ноября 1998 года после двух опросов было решено, что памятник Барбаре Утманн следует установить вновь. После сбора пожертвований, длившегося десять лет, 2 октября 2002 года на рыночной площади Аннаберг-Бухгольца была установлена копия памятника Хенце. По этому случаю семья Утманн отпраздновала в Аннаберг-Бухгольце своё воссоединение. Более 60 потомков стали свидетелями официального открытия фонтана и подписали золотую книгу города.
Памятник Барбаре-Утманн также есть на рыночной площади Эльтерляйна.

## Почести
В 2003 году планетоид 1998 CA, открытый 1 февраля 1998 года обсерваторией Дребах в Рудных горах, был назван в честь Барбары Утманн. Планетоид, который теперь официально называется Uthmann (312231), вращается вокруг Солнца между планетами Марс и Юпитер.